# Counsellor Bobby
Counsellor Bobby è un cortometraggio muto del 1913 diretto da Laurence Trimble.

## Trama
Il vecchio Holliday vorrebbe che sua figlia Jenny sposasse Lionel Dough, il figlio di un suo amico. Lei è di diverso avviso, perché è innamorata del dottor Randall. Bobby, il fratellino di Jenny, avverte la sorella che il suo pretendente arriverà da loro il giorno dopo. Il ragazzo mette una targhetta di avvocato dipinta a mano davanti alla cuccia del cane annunciando che risolverà lui il problema che affligge la sorella. Così, quando Lionel, un giovanotto azzimato e non molto sveglio, arriva, Bobby si mette all'opera. Distrae Lionel e applica ai suoi pantaloni delle strisce come quelle delle divise da carcerato che lo fanno sembrare un galeotto con indosso un cappotto. Il ragazzo poi si precipita dallo sceriffo, dicendogli che un criminale è evaso. La reazione di Lionel, quando viene arrestato, dà l'impressione che lui sia una matto scappato dal manicomio. Non riuscendo a spiegare il suo abbigliamento, fa una pessima figura con Jenny e Bobby, risolto il caso, presenta alla sorella e al suo innamorato il conto per la sua consulenza che prevede anche un risarcimento di cinque dollari per essersi dovuto sorbire da parte di suo padre una solenne sculacciata.

## Produzione
Il film fu prodotto dalla Vitagraph Company of America.

## Distribuzione
Distribuito dalla General Film Company, il film - un cortometraggio in una bobina - uscì nelle sale cinematografiche statunitensi il 21 maggio 1913.